# Maserati 200S

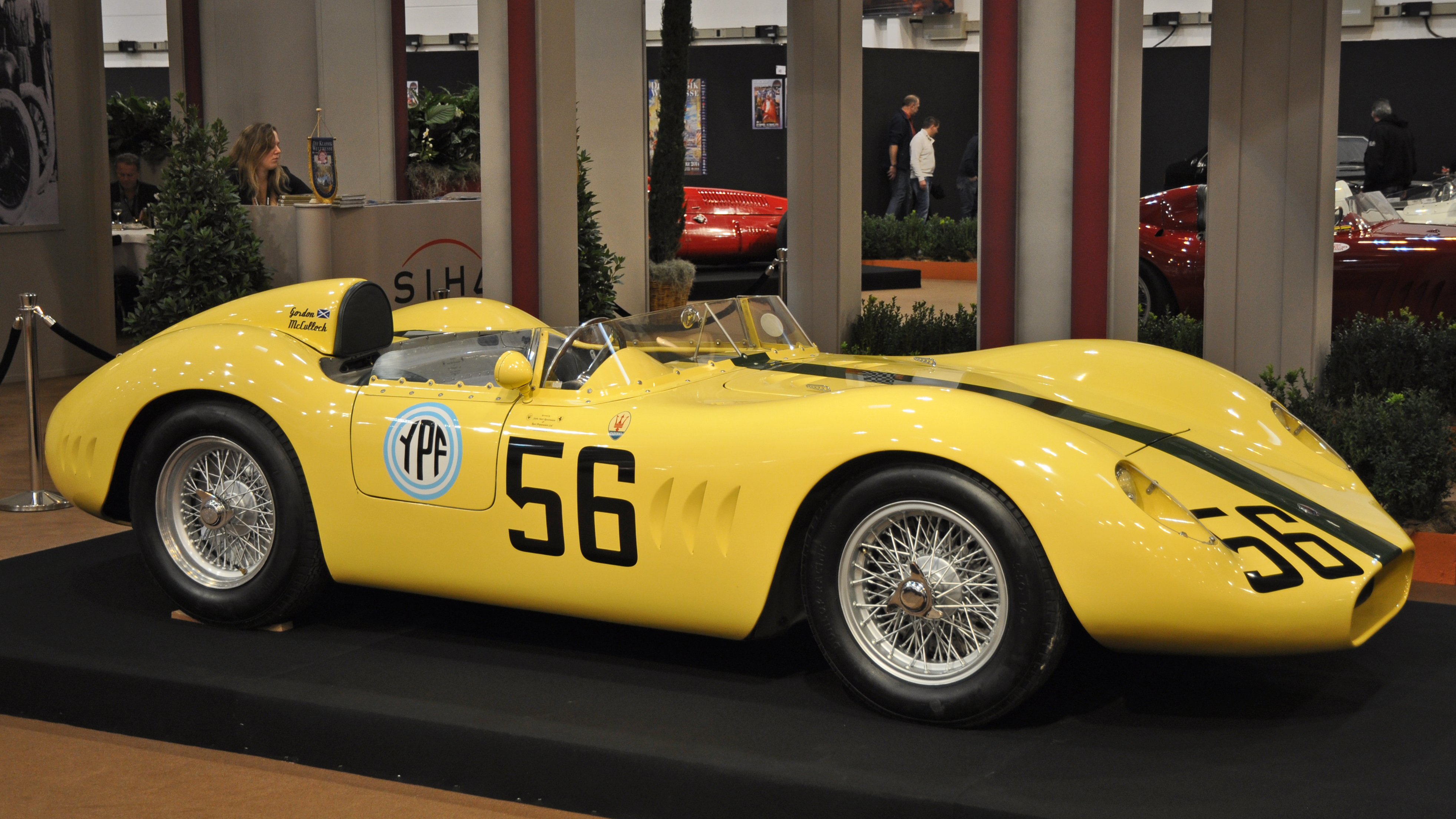
Maserati 200S auf der Essen Motor Show 2013

Der Maserati 200S, auch Maserati 200 Sport, war ein Sportwagen-Prototyp, der 1955 bei Maserati entwickelt wurde.

## Entwicklungsgeschichte und Technik
Schon 1953 begann bei Maserati die Entwicklung eines 4-Zylinder-Reihenmotors. Es gab zwei äußerlich gleiche Varianten, die sich durch Hubraum und Bohrung-Hub-Verhältnis unterschieden. Die 1,5-Liter-Variante kam im 150S zum Einsatz, die mit 2 Litern Hubraum im 200S.
Für die 200S hatte Maserati keine eigenes Fahrwerks- und Karosseriekonzept. Der erste 200S war ein umgebauter A6GCS, dessen Sechszylinder- durch den 2-Liter-4-Zylinder-Motor ersetzt wurde. Der Einbau einer De-Dion-Hinterachse wurde verworfen. Da die Fahreigenschaften des Wagens nach den ersten Testfahrten nicht zufriedenstellten, wurden die folgenden Fahrzeuge auf 150S-Fahrgestellen aufgebaut. Die ersten vier Fahrgestelle entstanden bei Maserati, weitere fertigte Gilco Design. Die Spider-Karosserien kamen von Fantuzzi und Fiandri e Malagoli. 1957 folgte auf den 200S der 200SI.

## Renngeschichte
Das Renndebüt gab der 200S beim Großen Preis von Imola 1955, am Steuer saß Franco Bordoni-Bisleri. Bordoni konnte das Rennen, das sein Teamkollege Cesare Perdisa auf einem Maserati A6GCS gewann, wegen eines technischen Defekts nicht beenden. Die erste Zielankunft gab es beim Großen Preis von Venezuela 1955 mit dem sechsten Gesamtrang von Luigi Villoresi und Roberto Mieres (das Rennen gewann Juan Manuel Fangio im Werks-Maserati 300S).
Den ersten Sieg feierte im Frühjahr 1956 Giuseppe Musso bei der Trofeo Vigorelli. Es folgte der Erfolg von Maserati-Testfahrer Luigi Bellucci beim Gran Premio di Napoli und der zweite Gesamtrang von Perdisa und Stirling Moss beim 1000-km-Rennen von Monza hinter dem Werks-Ferrari 500TR Touring von Peter Collins und Mike Hawthorn.
Die 200S haben eine lange Rennhistorie. Zwischen 1955 und 1966 gab es 277 Renneinsätze mit 19 Gesamt- und 31 Klassensiegen. Der letzte Einsatz war der Start von Pietro Termini bei der Coppa Cittá di Enna 1966, die der Italiener als Gesamtzehnter beendete.